# TT43
| F35 | M4 |

| F35 | M4 |

TT43 (Theban Tomb 43) è la sigla che identifica una delle Tombe dei Nobili ubicate nell’area della cosiddetta Necropoli Tebana, sulla sponda occidentale del Nilo dinanzi alla città di Luxor, in Egitto. Destinata a sepolture di nobili e funzionari connessi alle case regnanti, specie del Nuovo Regno, l'area venne sfruttata, come necropoli, fin dall'Antico Regno e, successivamente, sino al periodo Saitico (con la XXVI dinastia) e Tolemaico.

## Titolare
TT43 Era la tomba di:
| Titolare    | Titolo                                             | Necropoli           | Dinastia/Periodo                               | Note                                                                                 |
| ----------- | -------------------------------------------------- | ------------------- | ---------------------------------------------- | ------------------------------------------------------------------------------------ |
| Neferronpet | Supervisore dei magazzini e capo cuoco del Faraone | Skeikh Abd el-Qurna | XVIII dinastia (Thutmosi III -?- Amenhotep II) | versante nord-est della collina, a nord-ovest, e leggermente più in alto, della TT21 |

## La tomba
La tomba è molto piccola; a una piccola anticamera segue un breve corridoio che dà accesso ad un corridoio trasversale con scene di offertorio del defunto Neferronpet e di sua moglie (della quale non viene specificato il nome) agli dei, nonché del titolare della tomba ai re Thutmosi III e Amenhotep II, e di amici al defunto stesso.

### Annotazioni
1. ↑  La prima numerazione delle tombe, dalla numero 1 alla 253, risale al 1913 con l’edizione del "Topographical Catalogue of the Private Tombs of Thebes" di Alan Gardiner e Arthur Weigall. Le tombe erano numerate in ordine di scoperta e non geografico; ugualmente in ordine cronologico di scoperta sono le tombe dalla 253 in poi.
2. ↑  I campi della Duat, ovvero l'aldilà egizio, si trovavano, secondo le credenze, proprio sulla riva occidentale del grande fiume.
3. ↑  Nella sua epoca di utilizzo, l'area era nota come "Quella di fronte al suo Signore" (con riferimento alla riva orientale, dove si trovavano le strutture dei Palazzi di residenza dei re e i templi dei principali dei) o, più semplicemente, "Occidente di Tebe".
4. ↑  le Tombe dei Nobili, benché raggruppate in un'unica area, sono di fatto distribuite su più necropoli distinte.
5. ↑  Le note, sovente di inquadramento topografico della tomba, sono tratte dal "Topographical Catalogue" di Gardiner e Weigall, ed. 1913 e fanno perciò riferimento alla situazione dell'epoca.

### Fonti
1. 1 2  Porter e Moss 1927,  pp. 83-84.
2. ↑  Gardiner e Weigall 1913.
3. ↑  Donadoni 1999,  p. 115.
4. ↑  Gardiner e Weigall 1913, pp. 20-21.
5. ↑  Porter e Moss 1927,  p. 83.